# 福市得雄
福市得雄（ふくいちとくお、1951年10月15日 - ）は、日本のカーデザイナー。2011年4月にトヨタ自動車デザイン本部長に就任し、2018年にサイモン・ハンフリーズに譲るまで同職を務めた。ピンク色で話題となった14代目クラウンを手掛けたことで知られる。2018年現在、トヨタ自動車チーフブランディングオフィサー (CBO) およびエグゼクティブアドバイザー、多摩美術大学美術学部生産デザイン学科プロダクトデザイン専攻客員教授。
「デザインには訳があり、スタイルには意味がある」をモットーに、トヨタおよびレクサスのデザインチーム（アメリカやヨーロッパにもスタジオがあり、17か国から集まったデザイナー）を統括し、レクサスを日本発のラグジュアリーブランドにすべくデザイン改革に力を注いできた。

## 略歴
- 1974年 - 多摩美術大学美術学部生産デザイン学科プロダクトデザイン専攻卒業
- 1974年 - トヨタ自動車工業株式会社入社
- 1982年 - トヨタ自動車株式会社に社名変更
- 1999年 - トヨタ自動車株式会社第3デザイン部部長
- 2003年 - トヨタ自動車株式会社デザイン統括部部長。この頃までに、初代エスティマ、７代目カローラ、初代アルファード、iQ Concept（iQ）など、幅広い車種のデザインに携わる[9]。エスティマは、1990年と2001年に日本カー・オブ・ザ・イヤー特別賞を受賞している。
- 2004年 - トヨタ ヨーロッパ デザイン ディベロップメント有限会社出向
- 2008年 - 関東自動車工業株式会社出向
- 2008年 - 関東自動車工業株式会社執行役員就任
- 2008年 - 関東自動車工業株式会社に転籍
- 2011年 - ブランド力の向上を図るためにはデザイン改革が必須と考えた豊田章男トヨタ自動車株式会社社長よってトヨタに呼び戻され[10]、1月にトヨタ自動車株式会社常務役員に就任し、4月に同社デザイン本部本部長に任命される[1]。
- 2012年 - トヨタ自動車株式会社Lexus International（レクサスインターナショナル）Executive Vice President就任。
- 2013年 - トヨタ自動車株式会社専務役員就任[1]。
- 2014年 - トヨタ自動車株式会社レクサスインターナショナルプレジデント就任[1]。
豊田章男社長のもとで、“100人すべてに気に入られることより10人の熱狂的なファン”の支持を受ける為、技術レベルの高さや先進性、仕立ての丁寧さだけでなく、加えてレクサスならではのテーマ性を前面に押し出したデザインや、プレミアムセグメントに相応しい乗り味など、これまでトヨタが苦手としてきた情感部分についても力を入れている[10]。
- 2014年 - トヨタ自動車株式会社取締役就任[1]（2015年退任[11]）
- 2015年 - 多摩美術大学美術学部生産デザイン学科プロダクトデザイン専攻客員教授に就任[12]。以来、特別講義を毎年開催している[13]。
- 2016年 - トヨタ自動車先進技術開発カンパニー先行デザイン担当。レクサスインターナショナルカンパニープレジデントに就任[1][14]。
- 2018年 - 1月、専務役員退任。